# Copidosoma iracundum
Copidosoma iracundum är en stekelart som beskrevs av Erdös 1957. Copidosoma iracundum ingår i släktet Copidosoma, och familjen sköldlussteklar. Arten är reproducerande i Sverige.